# FIFA 19
《FIFA 19》是一款由EA加拿大、EA罗马尼亚开发由艺电发行的足球电子游戏。本作是《FIFA》系列的第26部作品。游戏于2018年9月28日于全世界上市。游戏平台为PlayStation 4、任天堂Switch、Xbox One、Xbox 360、PlayStation 3、Microsoft Windows。
克里斯蒂亚诺·罗纳尔多继续担任此部作品的代言人。本作在Xbox One、PS4及PC平台上继续采用寒霜引擎开发，而新加入的任天堂Switch则采用其他引擎开发，并且不支持中文。E3 2018展前发布会就确认传闻，正式公布欧洲冠军联赛赛事将会加入《FIFA 19》，并同时公开相关宣传片以及推出时间。系列首次加入中国足球协会超级联赛赛事。

## 外部連結
- 官方网站